# Bisbat de Lutsk

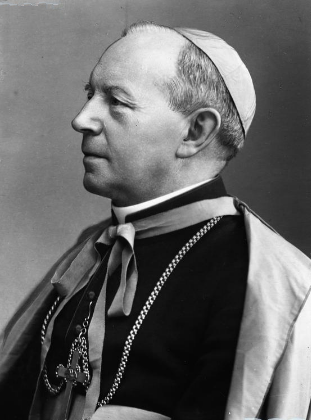
Adolf Piotr Szelążek, vescovo dal 1925 al 1950.

El bisbat de Lutsk (ucraïnès: Луцька дієцезія; llatí: Dioecesis Luceoriensis) és una bisbat de l'Església catòlica a Ucraïna, sufragània de l'arquebisbat de Lviv. Al 2019 tenia 30.000 batejats d'un total de 2.192.608 habitants. Actualment està regida pel bisbe Vitalij Skomarovs'kyj.

## Territori
La diòcesi comprèn els oblasts de Rivne i Volínia.
La seu episcopal és la ciutat de Lutsk, on es troba la catedral de Sant Pere i Sant Pau.
El territori s'estén sobre 40.190 km² i està dividit en 36 parròquies

## Història
La diòcesi de Lodomeria fou erigida l'any 1375, obtenint el seu territori de la diòcesi de Halyč, que al mateix temps fou elevada al rang d'arxidiòcesi metropolitana (avui arxidiòcesi de Lviv). El bisbat era la ciutat de Volodímir-Volyns'kyj i la diòcesi era sufragània de l'arxidiòcesi d'Halyč.
La diòcesi de Luc'k va ser erigida cap a l'any 1404 per iniciativa del Gran Duc de Lituània Vytautas.
El 19 de desembre de 1425, les diòcesis de Luc'k i Lodomeria es van unir en una sola diòcesi amb seu a Luc'k, sufragània de l'arxidiòcesi de Lviv.
El 1712, el bisbe Aleksander Wyhowski va establir el seminari diocesà.
El 5 de setembre de 1781 un incendi va destruir la catedral.
El 16 d'octubre de 1798, en virtut de la butlla Maximis undique del papa Pius VI, la diòcesi es va unir aeque principaliter a la diòcesi de Kíiv, que al mateix temps va prendre el nom de diòcesi de Jitòmir. Amb la mateixa butlla les dues diòcesis van ser sufragània de l'arxidiòcesi de Mahiliou.
Les difícils relacions entre la Santa Seu i el govern rus van portar diverses vegades durant el segle xviii i sobretot al segle xix a la ruptura de les relacions entre els dos països. No poques vegades el govern tsarista va suprimir les diòcesis catòliques amb els seus propis decrets, impedint efectivament tant el nomenament de bisbes com la presa de possessió de les diòcesis. És el cas de la supressió imperial de la diòcesi de Camienec l'any 1866; el 3 de maig de 1867 per decret de la Congregació Consistorial, aquesta diòcesi va ser confiada en administració als bisbes de Luc'k i Jitòmir, fins al seu restabliment el 1918.
Al final de la Primera Guerra Mundial, les seus de Luc'k i Jitòmir es van trobar dividits per la nova frontera estatal, la primera a la nació polonesa restaurada i la segona a la Rússia soviètica. De fet, les dues seus estaven separades, com documenta la butlla Vixdum Poloniae del 28 d'octubre de 1925, amb la qual el papa Pius XI va redefinir el territori de la diòcesi de Luc'k, que va ser sufragània de l'arxidiòcesi de Lviv. La butlla no esmenta la seu de Jitòmir, que va romandre així sense bisbe durant tot el període soviètic fins al 1991 .
Després de l'entrada de les tropes soviètiques, el bisbe auxiliar Stefan Walczykiewicz va ser arrestat el 17 de setembre de 1939. Després de nombrosos interrogatoris, que van comprometre la seva salut, va morir el 12 de maig de 1940 als 53 anys.
El 3 de gener de 1945, la NKVD va arrestar el bisbe Adolf Peter Szelazek i el va mantenir detingut a Kíiv fins al 15 de maig de 1946, quan el va expulsar a Polònia, on romandria fins al final dels seus dies. En aquells mateixos anys la població polonesa de la diòcesi, que professava majoritàriament el catolicisme romà, va ser repatriada per la força a Polònia.
Les autoritats soviètiques van tancar la catedral per al culte i el 15 de desembre de 1980 van designar l'edifici com a museu de l'ateisme. La catedral va ser rededicada de nou el 31 de març de 1991.
El 18 de maig de 1996 la diòcesi va ser restablerta i confiada a l'arquebisbe de Lviv Marian Jaworski com a administrador apostòlic. El 25 de març de 1998 el nomenament com a bisbe de Markijan Trofym "jak va posar fi a una seu vacant de 48 anys.

## Cronologia episcopal

### Bisbes de Lodomeria
- Piotr, O.P. † (2 de maig de 1358 - 1370 mort)
- Hynek (Hynko) Zając z Hasenburga † (5 de maig de 1371 - 1373 renuncià)
  - Sede vacante (1373-1380)
- Mikołaj † (1380 - 17 de febrer de 1400 nomenat bisbe titular de Selimbria)
- Zbigniew z Łapanowa † (1400 - 20 d'agost de 1413 nomenat bisbe de Kàmianets)
- Jarosław z Lublina, O.P. † (30 d'abril de 1414 - ?)

### Bisbes de Lutsk
- Izydor † (1375 - 1380 mort)
- Rugiano † (1380 - 1400 mort)
  - Sede vacante (1400-1404)
- Świętosław, O.Carm. † (12 de maig de 1404 - després del 1409)
- Grzegorz Buczkowski, O.P. † (1413 - vers 1424 mort)
- Andrzej Spławski † (21 de desembre de 1425 - vers 1459 mort)
- Wacław Raczkowicz † (28 de setembre de 1459 - 1460/1462)
- Jan Łosowicz † (24 de gener de 1463 - 4 de maig de 1468 nomenat bisbe de Vílnius)
- Marcin Kreczowicz † (4 de juliol de 1468 - 1482/1483 mort)
- Stanisław Stawski † (9 de novembre de 1483 - vers 1488 mort)
- Jan Pudełko (Andruszewicz) † (2 de desembre de 1491 - 1501/1502 mort)
- Albert Radziwiłł † (30 de maig de 1502 - 10 de setembre de 1507 nomenat bisbe de Vílnius)
- Paweł Holszański † (10 de setembre de 1507 - 15 de març de 1536 nomenat bisbe de Vílnius)
- Jerzy Chwalczewski † (24 d'abril de 1536 - 1549 mort)
- Walerian Protasewicz † (27 de maig de 1549 - 10 d'abril de 1556 nomenat bisbe de Vílnius)
- Jan Andruszewicz † (13 d'abril de 1556 - 1566/1567 mort)
- Wiktoryn Wierzbicki † (22 d'agost de 1567 - 10 de febrer de 1587 mort)
- Bernard Maciejowski † (8 de juny de 1587 - 23 de maig de 1600 nomenat bisbe de Cracòvia)
- Stanisław Gomoliński † (30 d'agost de 1600 - 1604 mort)
- Marcin Szyszkowski † (1604 - 18 de juliol de 1607 nomenat bisbe de Płock)
- Paweł Wołucki † (30 de juliol de 1607 - 18 de maig de 1616 nomenat bisbe de Cuiàvia)
- Henryk Firlej † (30 de maig de 1616 - 19 de gener de 1617 nomenat bisbe de Płock)
- Andrzej Lipski † (20 de febrer de 1617 - 20 de novembre de 1623 nomenat bisbe de Cuiàvia)
- Stanisław Łubieński † (26 de febrer de 1624 - 30 d'agost de 1627 nomenat bisbe de Płock)
- Achacy Grochowski † (6 d'octubre de 1627 - 7 de gener de 1633 mort)
- Bogusław Radoszewski † (6 de juny de 1633 - 1638 mort)
- Andrzej Gembicki † (19 d'abril de 1638 - 1654 mort)
- Jan Zamoyski, O.P. † (19 d'octubre de 1654 - 1 de gener de 1655 mort)
- Jan Stefan Wydżga † (31 de maig de 1655 - 10 de novembre de 1659 nomenat bisbe de Vàrmia)
- Mikołaj Prażmowski † (1º de desembre de 1659 - 11 d'octubre de 1666 nomenat arquebisbe de Gniezno)
  - Zygmunt Czyżowski † (15 de desembre de 1666 - 1667 mort) (vescovo eletto)
- Tomasz Leżeński † (5 de setembre de 1667 - 1675 mort)
- Stanisław Dąmbski † (19 d'octubre de 1676 - 20 d'abril de 1682 nomenat bisbe de Płock)
- Stanisław Jan Witwicki † (25 de maig de 1682 - 24 de novembre de 1687 nomenat bisbe de Poznan)
- Bogusław Leszczyński † (11 d'octubre de 1688 - 8 de setembre de 1691 mort)
  - Sede vacante (1691-1696)
- Franciszek Michał Prażmowski † (24 de setembre de 1696 - 3 de setembre de 1701 mort)
- Aleksander Wyhowski † (1º d'octubre de 1703 - 28 de desembre de 1714 mort)
- Joachim Przebendowski † (5 d'octubre de 1716 - 21 de maig de 1721 mort)
- Stefan Bogusław Rupniewski † (1º de desembre de 1721 - 29 d'abril de 1731 mort)
- Jan Aleksander Lipski † (31 de març de 1732 - 19 de desembre de 1732 nomenat bisbe de Cracòvia)
  - Sede vacante (1732-1736)
- Andrzej Stanisław Załuski † (19 de novembre de 1736 - 20 de juliol de 1739 nomenat bisbe de Chełmno)
- Franciszek Antoni Kobielski † (30 de setembre de 1739 - 16 de gener de 1755 mort)
- Antoni Erazm Wołłowicz † (12 de maig de 1755 - 6 de juliol de 1770 mort)
- Feliks Paweł Turski † (4 de març de 1771 - 29 de novembre de 1790 nomenat bisbe de Cracòvia)
- Adam Stanisław Naruszewicz, S.I. † (29 de novembre de 1790 - 8 de juliol de 1796 mort)

### Bisbes de Lutsk i Žytomyr
- Kasper Cieciszowski (17 de novembre de 1798 - 23 de juny de 1828 nomenat arquebisbe de Mahiliou)
- Michał Piwnicki † (23 de juny de 1828 succeduto - 29 de maig de 1845 mort)
  - Sede vacante (1845-1848)
- Kasper Borowski † (3 de juliol de 1848 - 15 de març de 1883 nomenat bisbe de Płock)
- Szymon Marcin Kozlowski † (15 de març de 1883 - 14 de desembre de 1891 nomenat arquebisbe de Mahiliou)
  - Sede vacante (1891-1897)
- Cyryl Lubowidzki † (2 d'agost de 1897 - 2 de juny de 1898 mort)
- Bolesław Hieronim Kłopotowski † (14 de desembre de 1899 - 15 d'abril de 1901 nomenat arquebisbe de Mahiliou)
- Karol Antoni Niedziałkowski † (15 d'abril de 1901 - 7 d'abril de 1911 mort)
  - Sede vacante (1911-1916)
- Ignacy Maria Dubowski † (16 d'octubre de 1916 - 30 de maig de 1925 renuncià)

### Bisbes de Lutsk
- Adolf Piotr Szelążek † (14 de desembre de 1925 - 9 de febrer de 1950 mort)
  - Sede vacante (1950-1998)
- Markijan Trofym"jak (25 de març de 1998 - 24 de juliol de 2012 renuncià)
  - Stanislav Šyrokoradjuk, O.F.M. (24 de juliol de 2012 - 12 d'abril de 2014) (administrador apostòlic)
- Vitalij Skomarovs'kyj, des del 12 d'abril de 2014

## Estadístiques
A finals del 2019, la diòcesi tenia 30.000 batejats sobre una població de 2.192.608 persones, equivalent a l'1,4% del total.
| any  | població | població  | població | sacerdots | sacerdots       | sacerdots       | sacerdots             | diàques | religiosos | religiosos | parroquies |
| ---- | -------- | --------- | -------- | --------- | --------------- | --------------- | --------------------- | ------- | ---------- | ---------- | ---------- |
| any  | batejats | total     | %        | total     | clergat secular | clergat regular | batejats por sacerdot | diàques | homes      | dones      |            |
| 1950 |          |           |          | 3         | 3               |                 | 0                     |         |            |            |            |
| 1997 | 30.000   | 2.254.000 | 1,3      | 18        | 11              | 7               | 1.666                 |         | 10         | 18         | 36         |
| 2000 | 30.000   | 2.169.100 | 1,4      | 16        | 10              | 6               | 1.875                 |         | 6          | 17         | 36         |
| 2001 | 30.000   | 2.169.000 | 1,4      | 21        | 14              | 7               | 1.428                 |         | 7          | 13         | 36         |
| 2002 | 30.000   | 2.168.600 | 1,4      | 19        | 12              | 7               | 1.578                 |         | 7          | 13         | 36         |
| 2003 | 30.000   | 2.167.500 | 1,4      | 18        | 12              | 6               | 1.666                 |         | 6          | 14         | 36         |
| 2004 | 29.850   | 2.165.800 | 1,4      | 22        | 15              | 7               | 1.356                 |         | 7          | 12         | 36         |
| 2013 | 25.000   | 2.211.000 | 1,1      | 24        | 19              | 5               | 1.041                 |         | 6          | 7          | 33         |
| 2016 | 25.000   | 2.204.541 | 1,1      | 30        | 19              | 11              | 833                   |         | 12         | 8          | 35         |
| 2019 | 30.000   | 2.192.608 | 1,4      | 25        | 18              | 7               | 1.200                 |         | 9          | 8          | 36         |